# Monastère de Kacapun
Le monastère de Kacapun (en serbe cyrillique : Манастир Кацапун ; en serbe latin : Manastir Kacapun) est un monastère orthodoxe serbe situé à Kacapun, dans le district de Pčinja et dans la municipalité de Vladičin Han en Serbie. Il est inscrit sur la liste des monuments culturels protégés de la république de Serbie (identifiant no SK 235),.
Le monastère et son église sont dédiés au prophète Élie,. Le monastère est en activité.

## Présentation
Situé sur la route du monastère de Hilandar, il a été fondé au XIIIe siècle, à l'époque de la dynastie des Nemanjić, à l'emplacement d'un monastère plus ancien,.
L'intérieur de l'église est divisé en trois zones : celle de l'autel, celle de la nef et celle du narthex ; la nef est dotée d'une voûte en berceau renforcée par des poutres de bois. Elle est construite avec des blocs de boue feuilletée et des pierres grossièrement taillées,. À l'extérieur, une corniche est constituée de pierres moulurées.
L'église a été ornée de fresques pour la première fois au XVIe siècle, réalisées selon les canons de la peinture byzantine. L'iconostase actuelle abrite 21 icônes.